# Marcus A. Smith

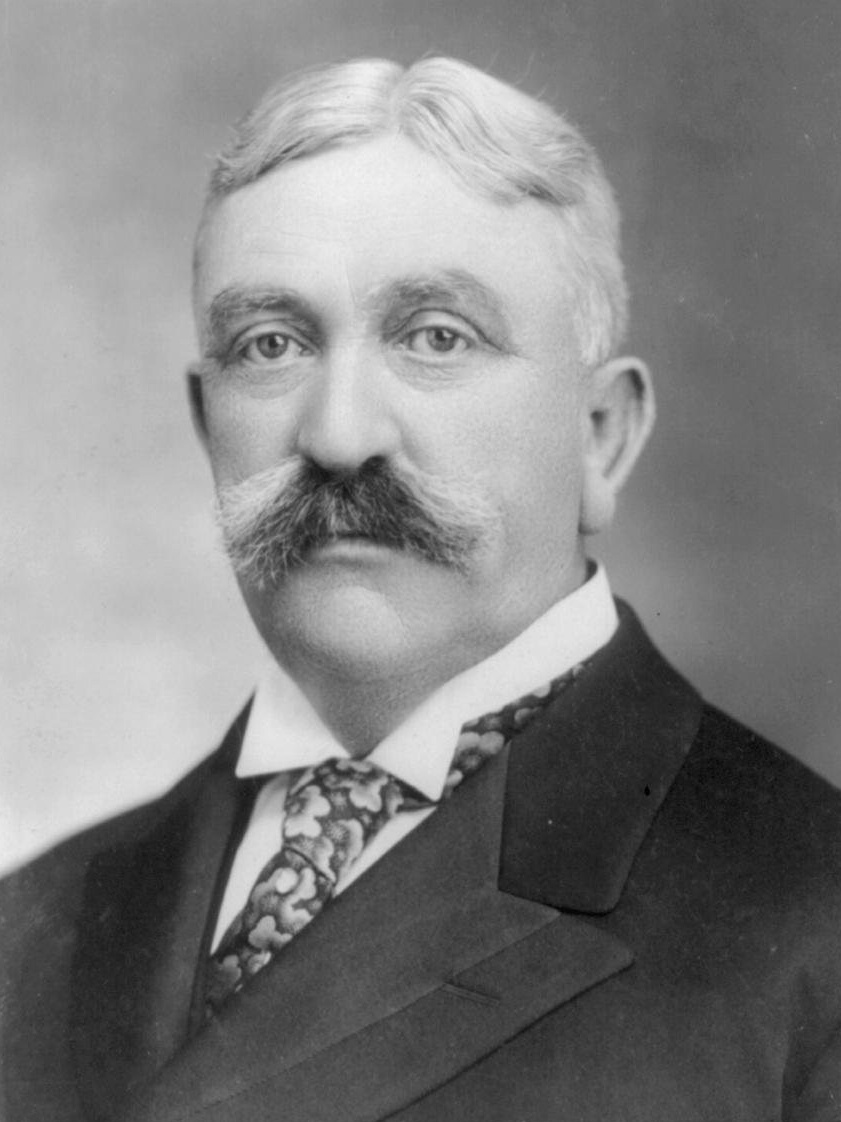
Marcus A. Smith

Marcus Aurelius Smith (* 24. Januar 1851 bei Cynthiana, Kentucky; † 7. April 1924 in Washington D.C.) war ein US-amerikanischer Politiker (Demokratische Partei), der den Bundesstaat Arizona im US-Senat vertrat.
Nach dem Schulbesuch arbeitete Smith zunächst selbst als Lehrer im Bourbon County in Kentucky. Danach graduierte er an der Transylvania University und der University of Kentucky, woraufhin er als Staatsanwalt in die Dienste der Stadt Lexington trat. Von 1879 bis 1881 lebte er in San Francisco und praktizierte dort als Anwalt, ehe er nach Tombstone im Arizona-Territorium zog. Dort wurde er 1882 ebenfalls Staatsanwalt.
Als Delegierter des Territoriums wurde Marcus Smith 1887 ins US-Repräsentantenhaus in Washington gewählt. Nach acht Jahren kandidierte er 1895 zunächst nicht wieder, ehe sich drei weitere Amtsperioden (1897–1899, 1901–1903, 1905–1909) anschlossen.
Nachdem Arizona 1912 zum Bundesstaat erhoben worden war, erfolgte die Wahl von Marcus Smith und Henry F. Ashurst zu dessen ersten US-Senatoren. Smith wurde einmal wiedergewählt, unterlag jedoch 1920 dem Republikaner Ralph H. Cameron und schied aus dem Kongress aus. Während seiner Zeit im Senat war er Vorsitzender mehrerer Ausschüsse.
US-Präsident Woodrow Wilson berief Smith in die International Joint Commission, der er bis zu seinem Tod im Jahr 1924 angehörte.